# Paeonia officinalis
La peonia selvatica (Paeonia officinalis (L., 1753)) è una pianta appartenente alla famiglia delle Paeoniaceae, originaria dell'Europa meridionale.

## Descrizione

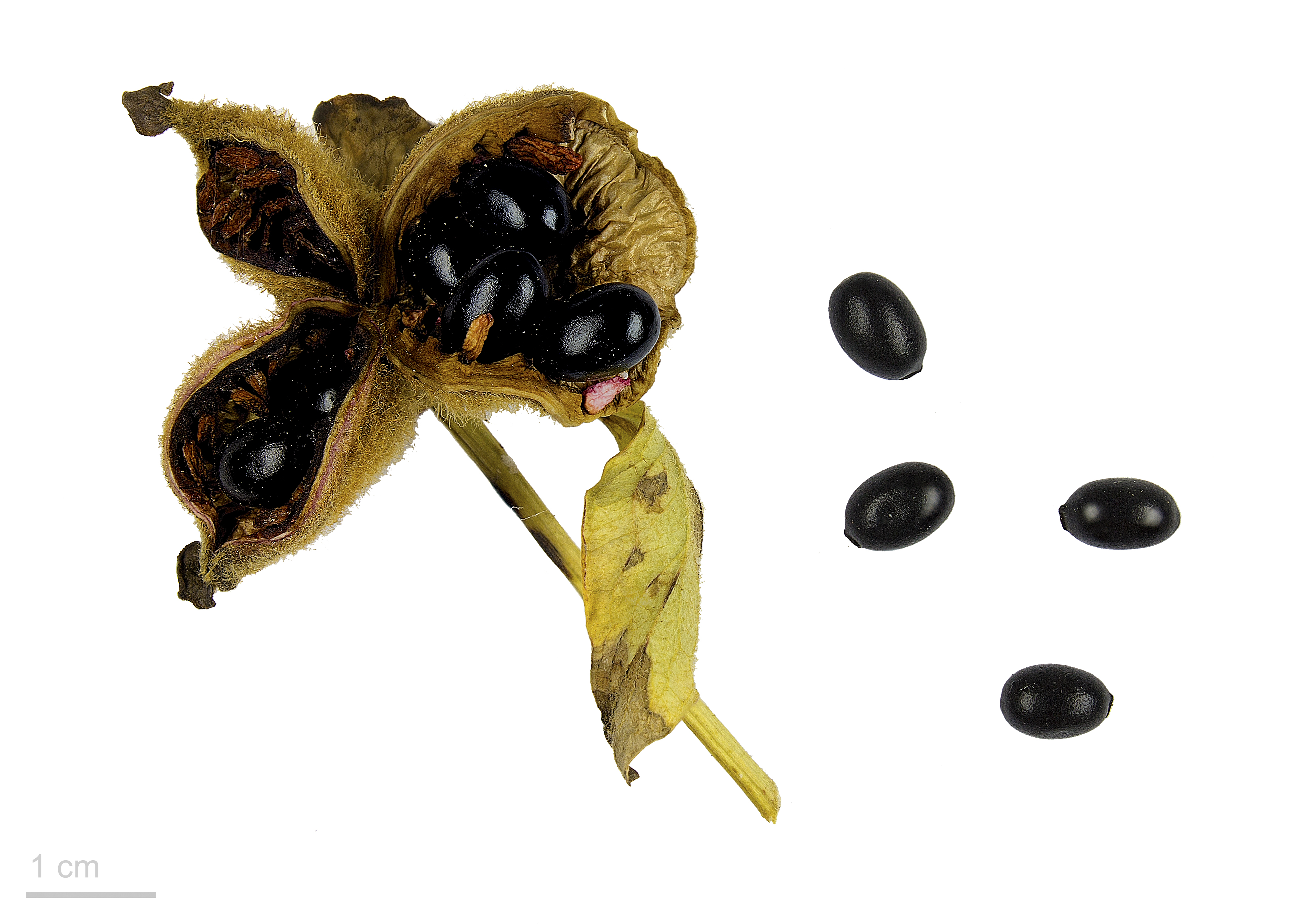
Semi di Paeonia officinalis

È una pianta perenne a portamento erbaceo, alta fino a 60 cm. 
È caratterizzata da un robusto e profondo rizoma fusiforme, fusti lisci ed eretti con un unico grande fiore alla sommità, di colore rosso-cremisi nella varietà spontanea, di gradevole odore e a comparsa tra maggio e giugno.

## Distribuzione e habitat
Vive ad altitudini che vanno da 100 a 1800 m in boschi e arbusteti radi o su terreni pietrosi, preferibilmente calcarei. Il suo areale si estende da Alpi e Appennini fino all'Italia centrale. Non si riscontrano presenze di questo arbusto nel sud Italia e sulle isole, tranne che sul Gargano, Foresta Umbra, Bosco Quarto e monti dell'Orsomarso in Calabria..

## Tassonomia

### Sottospecie
Sono attualmente accettate 5 sottospecie:
- Paeonia officinalis subsp. banatica (Rochel) Soó
- Paeonia officinalis subsp. huthii Soldano
- Paeonia officinalis subsp. italica N.G.Passal. & Bernardo
- Paeonia officinalis subsp. microcarpa Nyman
- Paeonia officinalis subsp. officinalis, ovvero la pianta in sé